# Бондарчук Олена Сергіївна
Олена Сергіївна Бондарчук (рос. Елена Сергеевна Бондарчук; нар. 31 липня 1962, Москва — 7 листопада 2009, Москва) — радянська російська акторка театру і кіно.

## Життєпис
Разом з братом Федором Бондарчуком виховувалася бабусею Скобцевою Юлією Миколаївною (1904—1999).
Дебютувала в кіно в юному віці епізодичною роллю Бетті Бредвері, знявшись з батьками в радянсько-швейцарської картині «Оксамитовий сезон» (1978).
Закінчила Школу-студію МХАТ в класі педагога Євгена Євстигнєєва.
Знявшись у кількох фільмах в 1980-і роки, Олена зосередилася на роботі в театрі. Працювала у Московському драматичному театрі імені О. С. Пушкіна, потім — у Театрі ім. Моссовєта.
З 1998 Олена Бондарчук — одна з провідних актрис МХАТу імені О. М. Горького.
У 2003 році прийшла працювати в приватний театр «Імперія Зірок».
Зіграла понад двадцять ролей в кіно і серіалах, а також в ряді українських картин.
Померла від раку 7 листопада 2009 року в Москві у віці 47 років. Похована 10 листопада на Новодівичому кладовищі поряд з батьком Сергієм Бондарчуком.

### Сім'я
- Батько — актор, режисер і сценарист Сергій Бондарчук.
- Мати — актриса Ірина Скобцева.
- Брат — актор, режисер, сценарист і ведучий на ТБ Федір Бондарчук.
- Сестра (по батькові) — актриса, кінорежисер і сценарист Наталія Бондарчук.
- Син — актор, ювелір і художник Костянтин Крюков.
- Чоловік (колишній) — вчений — гемолог, доктор філософії і підприємець Віталій Крюков.

## Театральний репертуар
У МХАТі ім. Горького, Пушкінському театрі, театрі Моссовета, театрі Імперія зірок:
- «Ведмідь» А. П. Чехов;
- «На всякого мудреця досить простоти» О. Островський;
- «Брати Карамазови» — Ф. М. Достоєвський.

З виставою «Дорога Олена Сергіївна» їздила на гастролі до Америки. Грала в спектаклях «Оскар» (реж. Петро Штейн) роль Мадам Барньє, «Трамвай „Бажання“» (реж. Олександр Марін) роль Бланш.

## Фільмографія
- «Оксамитовий сезон» (1978, Бетті Бредвері)
- «Жива веселка» (1982)
- «Паризька драма» (1983, Алекс Рене, к/ст. ім. О. Довженка)
- «Час і сім'я Конвей» (1984, Мейдж в юності)
- «Викрадення» (1984, мати)
- «Приходь вільним» (1984, Олена)
- «Життя і безсмертя Сергія Лазо» (1985)
- «Борис Годунов» (1986, царівна Ксенія Годунова; СРСР—ЧССР—НДР—Польща, реж. Сергій Бондарчук)
- «Карусель на базарній площі» (1986)
- «Справа Сухово-Кобиліна» (1991, графиня)
- «Експрес Санкт-Петербург—Канни» /The Petersburg—Cannes Express (2003, Велика Британія)
- «Бурштинові крила» (2003, Олена)
- «Бідна Настя» (2003—2004, т/с, імператриця Олександра Федорівна)
- «Дорога Маша Березіна» (2004, т/с, Ніна Березіна)
- «Сищики» (2004, т/с, Полудьякова)
- «Запасний інстинкт» (2005, Галя Грекова)
- «Оскар» (2005, фільм-спектакль, Жермен)
- «Тихий Дон» (1992—2006, т/с, Наталя, дружина Григорія; реж. Сергій Бондарчук)
- «Я залишаюся» (2007, Аня)
- «Любов на вістрі ножа» (2007)
- «Даішники» (2008, Росія—Україна; Лариса Сергіївна, лікар)
- «Одна ніч любові» (2008, імператриця Олександра Федорівна)
- «Однокласники» (2010, мати Федора; реж. Сергій Соловйов)